# Universiteit van Kent
De Universiteit van Kent (Engels: University of Kent, tot 2003 University of Kent in Canterbury, afgekort UKC) is een Britse openbare universiteit in Canterbury, in het graafschap Kent in Engeland. De universiteit is een van de plateglassuniversiteiten.
Deze onderzoeksuniversiteit werd opgericht op 4 januari 1965. De hoofdcampus is gelegen op drie kilometer buiten het stadscentrum van Canterbury. Andere campussen bevinden zich in de nabijgelegen plaatsen Chatham (de Medway Campus) en Tonbridge, beide ook in Kent. Daarnaast heeft de universiteit satellietcampussen in Brussel, Athene en Parijs.
De universiteit heeft circa 19.000 studenten. Onder de drie faculteiten is een twintigtal vakgroepen (schools) gegroepeerd:
Faculty of Humanities
- Kent School of Architecture
- School of Arts
- School of English
- School of European Culture and Languages
- School of History
- School of Music and Fine Art

Faculty of Sciences
- School of Bioscience
- School of Computing
- School of Engineering and Digital Arts
- School of Mathematics, Statistics and Actuarial Science
- Medway School of Pharmacy
- School of Physical Science
- School of Sport and Exercise Sciences

Faculty of Social Sciences
- School of Anthropology and Conservation
- Kent Business School
- School of Economics
- Kent Law School
- School of Politics and International Relations
- School of Psychology
- School of Social Policy, Sociology and Social Research

Bayreuth · 
Cantabria · 
Canterbury · 
Catania · 
Cluj-Napoca · 
Cyprus · 
Eindhoven · 
Gent · 
Giessen · 
Göteborg · 
Grenoble · 
Las Palmas de Gran Canaria · 
Le Havre · 
León · 
Luik · 
Malmö · 
Malta · 
Minho ·
Patras · 
Porto · 
Poznań · 
Rome (Sapienza) · 
Rouen · 
Tarragona · 
Triëst · 
Trondheim · 
Valencia · 
Valladolid